# Відносини Сполучене Королівство — Європейський Союз
Відносини між Європейським Союзом (ЄС) та Сполученим Королівством Великої Британії та Північної Ірландії (Велика Британія) беруть початок із заснування Європейських Співтовариств, попередника Європейського Союзу, в 1957 році. Сполучене Королівство було членом Європейських Співтовариств після приєднання до нього в 1973 році. Вона була членом Європейського Союзу, поки не стала першою країною, яка добровільно припинила своє членство 31 січня 2020 року після проведення референдуму в 2016 році, в результаті якого 51,9% виборців вирішили вийти. Зараз угода про відмову від Brexit відіграє значну роль у відносинах між двома суб'єктами, особливо для Північної Ірландії (яка продовжує застосовувати правила ЄС щодо товарів, ПДВ щодо товарів, акцизів, сільськогосподарських та рибних продуктів та електроенергії, а також застосування митний кодекс ЄС та ефективно діє як митний кордон ЄС з Великою Британією, залишаючись на законній території на митній території Великої Британії), та протягом перехідного періоду, який тривав до 31 грудня 2020 року. З 1 січня 2021 року відносини в основному регулюються Угодою про торгівлю та співробітництво між ЄС та Великою Британією. Велика Британія межує з однією державою-членом Європейського Союзу: Ірландією.

## Порівняння
|                   | Європейський Союз | Велика Британія |
| ----------------- | --- | --- |
| Населення         | 447 206 135 | 67 886 004 (оцінка 2020 р.) |
| Площа             | 4 324 782 км2 (1 669 808 миля2) | 242 495 км 2 (93 628 кв. Миль) |
| Густота населення | 115 / км 2 (300 / кв. Милі) | 270,7 / км 2 (701,1 / кв. Милі) |
| Капітал           | Брюссель (де-факто) | Лондон |
| Глобальні міста   | Париж, Амстердам, Мілан, Франкфурт, Мадрид, Брюссель, Варшава, Стокгольм, Відень, Дублін, Люксембург, Мюнхен, Лісабон, Прага | Лондон |
| Уряд              | Наднаціональна парламентська демократія на основі європейських договорів | Унітарна парламентська конституційна монархія |
| Перший лідер      | Президент вищої адміністрації Жан Моне | Королева Анна |
| Поточний керівник | Голова ради Шарль Мішель Голова комісії Урсула фон дер Лейен | Монарх Єлизавета II Прем'єр-міністр Ріші Сунак |
| Офіційні мови     | 24 офіційні мови, з яких 3 вважаються "процедурними" (англійською, французькою та німецькою) | Англійська (регіональні мови та мови меншин: шотландська, ольстерська, шотландська, валлійська, корнуольська, шотландська гельська, ірландська)                   |
| Основні релігії   | 72% християнства (48% римо-католицизм, 12% протестантизм, 8% східного православ'я, 4% іншого християнства), 23% нерелігійних, 3% інших, 2% ісламу | 59.5 % християнства, 25.7 % відсутність релігії, 4.4 % ісламу, 1.3 % індуїзму, 0.7 % сикхізму, 0.4 % іудаїзму, 0.4 % буддизму, 0.4 % інших, 7.2 % відповіді немає |
| Етнічні групи     | Німці (близько 83 млн), французи (близько 67 млн), Італійці (близько 60 млн), Іспанські (близько 47 млн), Поляки (близько 46 млн), Румуни (близько 16 млн), Голландці (близько 13 млн), Греки (близько 11 млн), Португальські (близько 11 мільйонів) та інші | 87,1% білий, 7,0% азійський, 3,0% чорний, 2,0% змішаний, 0,9% інший                                                                                               |
| ВВП (номінальний) | 16,477 трлн. Дол. США, 31 801 дол. На душу населення | 2,638 трлн. Дол., 39 229 дол. На душу населення |

## Історія

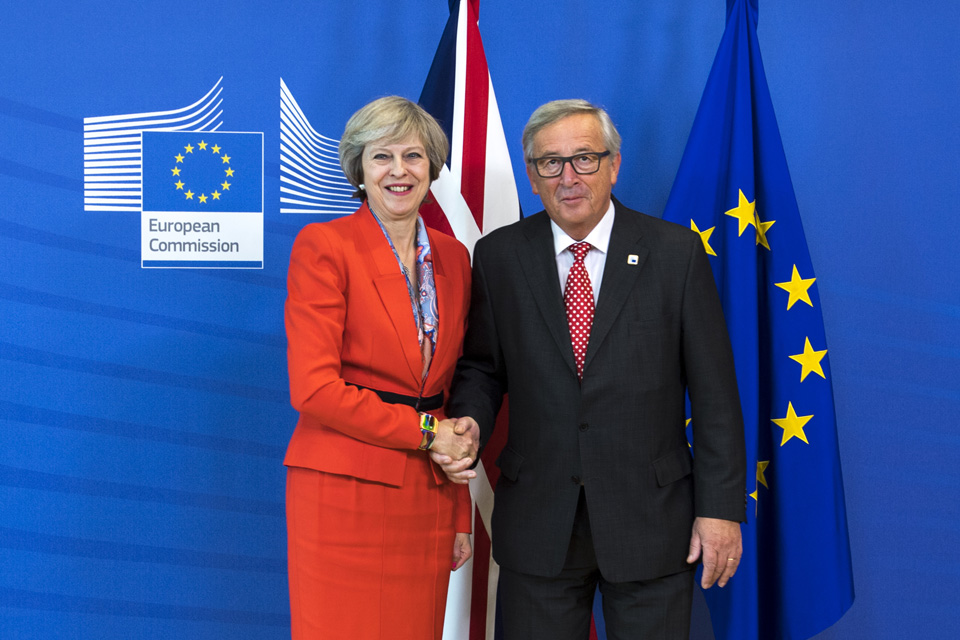
Прем'єр-міністр Великої Британії Тереза Мей зустрівся з президентом Європейської комісії Жаном-Клодом Юнкером у Брюсселі, Бельгія, 21 жовтня 2016 року

На заявки Великої Британії про приєднання в 1963 і 1967 роках наклав вето президент Франції Шарль де Голль, який заявив, що "ряд аспектів економіки Великої Британії, від робочої практики до сільського господарства" "зробив Велику Британію несумісною з Європою" і що Велика Британія виховувала "глибоку ворожнечу" до будь-якого загальноєвропейського проєкту. Після того, як де Голль відмовився від президентства Франції в 1969 році, Велика Британія подала третю та успішну заявку на членство. З 1977 р. Як про-, так і антиєвропейські погляди мали підтримку більшості в різний час, з певними різкими коливаннями між двома таборами. На референдумі про членство у Європейському співтоваристві Сполученого Королівства 1975 року дві третини британських виборців висловилися за продовження членства в ЄС. Найвища відмова від членства в 1980 р. Була в 1980 р., Перший повний рік повноважень прем'єр-міністра Маргарет Тетчер, 65% проти і 26% висловилися за членство. Хоча Сполучене Королівство було членом Європейського Союзу, вони ніколи не приймали використання євро та не приєднувались до Шенгенської зони. Шенгенські угоди дозволяли громадянам країн Європейського Союзу подорожувати без прикордонного контролю.
За результатами референдуму 2016 року про членство в Європейському Союзі, коли 52 відсотки тих, хто проголосував, підтримали Brexit, Велика Британія вела переговори про вихід з Європейського Союзу. Після голосування прем'єр-міністр Великої Британії Девід Кемерон, який підтримав залишення в ЄС, подав у відставку. Тереза Мей стала прем'єр-міністром після офіційної відставки. Хоча вона також підтримувала залишення в ЄС, вона взяла на себе зобов'язання вести переговори про вихід Великої Британії. Вони офіційно покинули блок 31 січня 2020 року.

## Торгівля
У 2017 році експорт до Європейського Союзу склав 274 мільярди фунтів стерлінгів із 616 мільярдів фунтів стерлінгів у Великій Британії. Зазначено, що частка експорту Великої Британії до Європейського Союзу зменшується, оскільки експорт до країн, що не входять до ЄС, зростав більш швидкими темпами.
З європейської сторони, за даними Євростату, експорт з ЄС-27 до Великої Британії зріс з 316 мільярдів євро у 2015 році до 319 мільярдів євро у 2019 році. У той же час, за даними Євростату, імпорт з Великої Британії до ЄС-27 зріс із 184 мільярдів євро у 2015 році до 194 мільярдів євро у 2019 році.

## Зовнішні відносини Великої Британії з країнами-членами ЄС (EU27)
| - Австрія - Бельгія - Болгарія - Хорватія - Кіпр - Чехія - Данія - Естонія - Фінляндія | - Франція - Німеччина - Греція - Угорщина - Ірландія - Італія - Латвія - Литви - Люксембург | - Мальта - Нідерланди - Польща - Португалія - Румунія - Словаччина - Словенія - Іспанія - Швеція |

### Дипломатичні відносини між Великою Британією та країнами-членами ЄС
| Країни     | Британське посольство | Взаємне посольство | Примітки                                                                    |
| ---------- | --------------------- | ------------------ | --------------------------------------------------------------------------- |
| Австрія    | Відень                | Лондон             | Британська місія при ОБСЄ та Офіс ООН у Відні                               |
| Бельгія    | Брюссель              | Лондон             | Британська місія при ЄС та НАТО в Брюсселі                                  |
| Болгарія   | Софія                 | Лондон             |                                                                             |
| Хорватія   | Загреб                | Лондон             |                                                                             |
| Кіпр       | Нікосія               | Лондон             |                                                                             |
| Чехія      | Прага                 | Лондон             |                                                                             |
| Данія      | Копенгаген            | Лондон             |                                                                             |
| Естонія    | Таллінн               | Лондон             |                                                                             |
| Фінляндія  | Гельсінкі             | Лондон             |                                                                             |
| Франція    | Париж                 | Лондон             | Британська місія при ОЕСР та ЮНЕСКО в Парижі. та в Раді Європи у Страсбурзі |
| Німеччина  | Берлін                | Лондон             |                                                                             |
| Греція     | Атени                 | Лондон             |                                                                             |
| Угорщина   | Будапешт              | Лондон             |                                                                             |
| Ірландія   | Дублін                | Лондон             | 499 км спільного кордону                                                    |
| Італія     | Рим                   | Лондон             |                                                                             |
| Латвія     | Рига                  | Лондон             |                                                                             |
| Литва      | Вільнюс               | Лондон             |                                                                             |
| Люксембург | Люксембург            | Лондон             |                                                                             |
| Мальта     | Валлетта              | Лондон             |                                                                             |
| Нідерланди | Амстердам             | Лондон             | Британська місія при ОЗХО в Гаазі                                           |
| Польща     | Варшава               | Лондон             |                                                                             |
| Португалія | Лісабон               | Лондон             |                                                                             |
| Румунія    | Бухарест              | Лондон             |                                                                             |
| Словаччина | Братислава            | Лондон             |                                                                             |
| Словенія   | Любляна               | Лондон             |                                                                             |
| Іспанія    | Мадрид                | Лондон             |                                                                             |
| Швеція     | Стокгольм             | Лондон             |                                                                             |

## Виноски
1. ↑  1967: De Gaulle says 'non' to Britain – again. BBC News. 27 листопада 1976. Архів оригіналу за 16 травня 2019. Процитовано 9 березня 2016.